# Велика награда Италије
Велика награда Италије (Gran Premio d'Italia) је једна од најстаријих ауто-мото трка.
У оквиру шампионата формуле 1 трка се возила сваке сезоне од почетка ФИА шампионата 1950. године.
У сезони 2014. ВН Италије се возила на чувеној стази Монца.
Луис Хамилтон је у суботу освојио пол позицију, коју је дан касније претворио у победу.

## Историја
Прва ВН Италије је одржана 1921. године.
Ипак, трка се традиционално везује за стазу Autodromo Nazionale Monza која је изграђена 1922. године, и од тада се на њој одиграла већина трка за ВН Италије.
ВН Италије је била једна од трка у првој сезони ФИА такмичења формула 1, године 1950. и на програму је била свих година након тога.
Такву традицију има још једино ВН Британије.

## Победници трка
Највише победа има
- Михаел Шумахер, 5 победа
- Луис Хамилтон, 5 победа

Још 21 возач је тријумфовао више од једном на ВН Италије.
То су:
- Нелсон Пике, 4 победе
- Тацио Нуволари, 3 победе *
- Алберто Аскари, 3 победе *
- Хуан Мануел Фанђо, 3 победе
- Стирлинг Мос, 3 победе
- Рони Петерсон, 3 победе
- Ален Прост, 3 победе
- Рубенс Барикело, 3 победе
- Себастијан Фетел, 3 победе
- Луиђи Фађиоли, 2 победе *
- Рудолф Караћиола, 2 победе *
- Фил Хил, 2 победе
- Џон Сартис, 2 победе
- Џеки Стјуарт, 2 победе
- Клај Регациони, 2 победе
- Ники Лауда, 2 победе
- Аиртон Сена, 2 победе
- Дејмон Хил, 2 победе
- Хуан Пабло Монтоја, 2 победе и
- Фернандо Алонсо, 2 победе

* У списку су и возачи који су остваривали победе и пре ФИА шампионата.